# زندگی شگفت‌انگیز
«زندگی شگفت‌انگیز» تک‌آهنگی از هنرمند اهل بریتانیا بلک است.
این تک‌آهنگ در چارت‌های اتریش در رتبه اول و در چارت‌های، فرانسه، فلاندرز، سوئیس جزو ده ترانه اول قرار گرفت.

## جدول‌های موسیقی
| جدول (۱۹۸۶)                 | بهترین جایگاه |
| --------------------------- | ------------- |
| تک‌آهنگ‌های بریتانیا (اوسی‌سی) | ۷۲            |

| جدول (۱۹۸۷–۱۹۸۸)                | بهترین جایگاه |
| ------------------------------- | ------------- |
| استرالیا (گزارش موسیقی کنت)     | ۷             |
| اتریش (او۳ تاپ ۴۰ اتریش)        | ۱             |
| بلژیک (اولتراتاپ ۵۰ فلاندرز)    | ۶             |
| اروپا (۱۰۰ تک‌آهنگ داغ یوروچارت) | ۵             |
| فرانسه (اس‌ان‌ئی‌پی)               | ۲             |
| ایرلند (ایرما)                  | ۷             |
| ایتالیا (موسیقی و ضبط)          | ۹             |
| هلند (۴۰ آهنگ برتر)             | ۷             |
| هلند (۱۰۰ تک‌آهنگ برتر)          | ۱۰            |
| اسپانیا (ای‌اف‌وای‌وی‌ئی)           | ۷             |
| سوئیس (شوایزر هیت‌پاراد)         | ۲             |
| تک‌آهنگ‌های بریتانیا (اوسی‌سی)     | ۸             |
| آلمان غربی (جدول‌های رسمی آلمان) | ۲             |

| جدول (۱۹۹۴)                 | بهترین جایگاه |
| --------------------------- | ------------- |
| ایرلند (ایرما)              | ۳۰            |
| تک‌آهنگ‌های بریتانیا (اوسی‌سی) | ۴۲            |

| جدول (۲۰۱۳)         | بهترین جایگاه |
| ------------------- | ------------- |
| اسلوونی (اسلوتاپ۵۰) | ۲۶            |

| جدول (۱۹۸۷)                     | جایگاه |
| ------------------------------- | ------ |
| بلژیک (اولتراتاپ ۵۰ فلاندرز)    | ۳۶     |
| اروپا (۱۰۰ تک‌آهنگ داغ یوروچارت) | ۹۲     |
| هلند (۴۰ آهنگ برتر هلند)        | ۹۳     |
| هلند (۱۰۰ تک‌آهنگ برتر هلند)     | ۹۶     |
| آلمان غربی (جدول‌های رسمی آلمان) | ۶۹     |

| جدول (۱۹۸۸)                     | جایگاه |
| ------------------------------- | ------ |
| اتریش (او۳ تاپ ۴۰ اتریش)        | ۸      |
| اروپا (۱۰۰ تک‌آهنگ داغ یوروچارت) | ۳۰     |
| فرانسه (اس‌ان‌ئی‌پی)               | ۱۱     |
| آلمان غربی (جدول‌های رسمی آلمان) | ۵۰     |

| منطقه | گواهی | واحد گواهی‌شده/فروش |
| --- | ----- | ------------------ |
| فرانسه (اس‌ان‌ئی‌پی)                                                                                              | طلا   | ۵۰۰٬۰۰۰*           |
| آلمان (بی‌وی‌ام‌آی)                                                                                               | طلا   | ۵۰۰٬۰۰۰^           |
| بریتانیا (بی‌پی‌آی)                                                                                              | نقره  | ۲۰۰٬۰۰۰            |
| * رقم فروش تنها بر پایهٔ گواهی‌ها. · ^ رقم توزیع تنها بر پایهٔ گواهی‌ها. · رقم فروش+پخش جاری تنها بر پایهٔ گواهی‌ها. |       |                    |